# Distretto di Mabote
Il distretto di Mabote è un distretto del Mozambico, facente parte della Provincia di Inhambane.

## Suddivisioni amministrative
Il distretto è suddiviso in tre sottodistretti amministrativi (posti amministrativi):
- Mabote
- Zimane
- Zinave